# Parapercis striolata
Parapercis striolata és una espècie de peix de la família dels pingüipèdids i de l'ordre dels perciformes.

## Descripció
- Fa 20 cm de llargària màxima[8] i presenta un punt de color negre a la part espinosa de l'aleta dorsal.
- 4-5 espines i 23 radis tous a l'aleta dorsal i 1 espina i 18-21 radis tous a l'anal.
- Absència de franges fosques al cos.
- 6 dents canines a la part davantera de la mandíbula superior.
- Les escates de la part dorsal del cos tenen una taca marró i formen fileres longitudinals.[9][10]

## Hàbitat i distribució geogràfica
És un peix marí, batidemersal (entre 200 i 310 m de fondària) i de clima tropical, el qual viu al Pacífic occidental central (des del Japó fins a Austràlia) i l'Índic oriental (Austràlia i Indonèsia), incloent-hi la Xina continental i Taiwan.

## Observacions
És inofensiu per als humans.